# Киевское братство

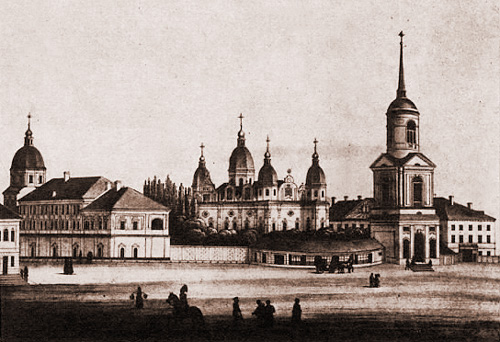
Здания Киевского братства в начале XIX века

Киевское братство — общественная организация православных мещан Киева, возникшая около 1615 года. Располагалась в Киево-Братском монастыре, построенном на земле, предоставленной меценаткой Галшкой Гулевичевной. С 1620 года имело права ставропигии.
В Киевское братство вступило много состоятельных мещан, часть русской шляхты и православного духовенства, а также гетман Пётр Сагайдачный со всем казацким войском. Как и другие церковные братства, Киевское братство видело свою задачу в борьбе с полонизацией и наступлением католицизма и униатства, особенно в рамках разгоревшегося в Киеве межконфессионального противостояния.
Опираясь на помощь казачества, Киевское братство развернуло активную деятельность, став значительным препятствием для введения Унии в южной Руси. Униатский митрополит писал, что Киевское братство, основанное без королевской привилегии, ведёт активную борьбу против униатов и, если оно не будет отменено, то «трудно думать о чём-то добром». По инициативе Киевского братства в южной Руси была возобновлена православная церковная епархия, ликвидированная после провозглашения Брестской унии в 1596 году.
При братстве была открыта Киевская братская школа, объединённая впоследствии со школой Киево-Печерской лавры, что положило начало Киево-Могилянской коллегии. Братство поддерживалось за счёт пожертвований (взносов) членов братства. Его деятельность в первой половине XVII века положительно влияла на сплочение сил Малой Руси в её борьбе против гнёта Речи Посполитой, особенно накануне и во время освободительной войны 1648—1654 годов. По мере ослабления католической пропаганды общественно-политическая деятельность Киевского братства постепенно прекратилась. В документах XVIII века оно более не упоминается.